# 朱光卿
朱光卿（？—1337年），元朝后期广东民变首领。廣東增城縣（今广东省增城市）人。元顺帝至元三年（1337年）正月，与石昆山、钟大明等率众起义，占领增城，建国号大金国，年号赤符。四月，惠州归善县民聂秀卿、谭景山等制造军器，奉戴甲为定光佛，起兵响应。元朝命指挥狗札里、江西行省左丞沙的前往镇压。七月，朱光卿被俘杀，起义失败，是为元末民变的先声。